# Ivan Denac
Ivan Denac (Osekovo, kraj Kutine, 9. rujna 1917. – ?) bio je hrvatski političar u SFR Jugoslaviji, antifašistički borac, policijski službenik i nositelj Ordena narodnoga heroja.

## Životopis
Rođen je 9. rujna 1917. godine u Osekovu kraj Kutine. Poslije dolaska u Zagreb 1937. godine, pristupio je sindikatima i sudjelovao u štrajkovima. Radio je kao obućar.
Za vrijeme kapitulacije Jugoslavije 1941. godine, Denac se nalazio na služenju vojnoga roka na bugarskoj granici. Nakon toga se vratio u Zagreb i priključio organiziranju oružanog ustanka. U jesen 1941. godine, primljen je za člana Komunističke partije Jugoslavije. Krajem siječnja 1942., postao je član Mjesnoga komiteta KPH za Zagreb. Početkom travnja 1942., ustaški agenti su ga prepoznali. Prilikom bijega je bio ranjen. Pošto je sada bio otkriven, nakon ozdravljenja je otišao početkom svibnja u partizane. Bio je upućen u Prvi proleterski bataljun Hrvatske, te je kao njegov borac sudjelovao u borbama u Gorskom kotaru 1942. godine. Zbog iskazane hrabrosti prilikom borbe protiv talijanskih fašista kod Gerova, zamjenik komandira bataljuna, Milan Žeželj, pohvalio ga je pred strojem. Denac je poslije toga postavljen za političkog komesara čete. Kolovoza 1942. godine, bataljun je prebačen na Žumberak, gdje je ušao u sastav novoformirane Trinaeste proleterske brigade. Ivan Denac je tada postavljen za političkog komesara čete. U jesen 1943. godine, s brigadom je u Bosni sudjelovao u borbama protiv SS divizije „Prinz Eugen” kod Travnika. Godine 1944. postavljen je za političkog komesara Trinaeste proleterske brigade.
Poslije rata, završio je srednju školu, Višu političku školu „Đuro Đaković” u Beogradu i Pravni fakultet u Zagrebu. Radio je kao policijski službenik u Virovitici, zatim u Ministarstvu unutarnjih poslova NR Hrvatske, a od 1947. do 1958. bio je zamjenikom komandanta milicije za NR Hrvatsku. Od 1959. do 1967. godine radio je u Narodnoj banci u Zagrebu, a 1967. je izabran za zastupnika u Saboru NR Hrvatske. U prosincu 1971. godine, nakon smjenjivanja vodstva Hrvatskoga proljeća, dao je ostavku na sve svoje dužnosti. Dana 22. siječnja 1972. „Vjesnik” je objavio poimenični popis za uhićenje i suđenje koji je lansirao Savez boraca, na njemu je bio naveden i Ivan Denac.
Dana 9. studenoga 1990. godine, bio je izabran za prvog predsjednika Hrvatskih ratnih veterana (predsjednik Središnjega odbora Hrvatskih ratnih veterana).
Bio je nositeljem Partizanske spomenice 1941.,[?] Ordena bratstva i jedinstva I. reda, Ordena partizanske zvijezde II. reda, dva Ordena za hrabrost i Ordena zasluge za narod II. reda. Ordenom narodnog heroja odlikovan je 24. srpnja 1953. godine.
Spomenut je u Enciklopediji hrvatske povijesti i kulture (1980., str. 382.), ali je izostavljen iz popisa Narodni heroji našeg zavičaja u priručniku za učenike autora Hrvoja Vrgoča.